# Минс, Рассел
Ра́ссел Чарльз Минс (англ. Russell Charles Means; 10 ноября 1939 — 22 октября 2012) — американский актёр, общественный деятель, борец за права индейцев.

## Биография
Рассел Минс, индеец оглала-сиу по происхождению, родился в 1939 году в резервации Пайн-Ридж. В 1942 году вместе со своей семьёй переехал в область залива Сан-Франциско, где в юношеские годы связался с преступниками и начал злоупотреблять алкоголем. Его жизнь круто изменилась в 1968 году, когда он присоединился к Движению американских индейцев (ДАИ). Вдохновлённый воинственным духом организации, Минс основал второе отделение ДАИ в Кливленде и позднее, в 1970 году, устроил беспорядки в Плимуте во время празднования Дня благодарения. В 1972 году участвовал в захвате здания Бюро по делам индейцев в Вашингтоне, в результате которого было утрачено множество конфиденциальных документов.
Широкую огласку получил инцидент 1973 года, когда Минс и группа вооружённых активистов численностью от 200 до 300 человек захватили посёлок Вундед-Ни в резервации Пайн-Ридж, заявив, что они утверждают в нём традиционное независимое племенное правление. Противостояние переросло в 71-дневный вооружённый конфликт с полицией, армией и ФБР, в результате которого погибли двое и были ранены 13 индейцев, и более сотни протестующих индейцев сложили оружие, поверив обещаниям властей улучшить условия проживания коренных жителей.
В 1974 году Минс выдвинул свою кандидатуру на должность президента племени оглала-сиу в противовес Дику Уилсону. Хотя подсчёты показали, что Уилсон набрал на две сотни голосов больше, Минс утверждал, что подобный результат был сфальсифицирован. Официальное расследование показало правоту Минса и назначило новые выборы, однако правительство Уилсона отменило это постановление.
Вскоре начавшиеся слушания по делу инциидента в Вундед-Ни раскрыло ряд фактов фальсификаций и фальшивых показаний с правительственной стороны, в результате чего в сентябре 1974 года Минс был оправдан. Впоследствии он ещё не раз представал перед судом, в том числе в 1975 году по обвинению в убийстве, однако в итоге был признан невиновным. Также он пережил ряд покушений на свою жизнь.
В 1980-е годы Рассел Минс проникся идеями паниндеанизма. Так, в 1985 году, услышав по радио о притеснении сандинистскими властями Никарагуа индейцев племени мискито, на чьих землях стали создаваться сельскохозяйственные кооперативы, Минс отправился в Никарагуа для сбора информации по этой проблеме.
Левые круги США поддерживали сандинистов, хотя признавали «ошибочной» некоторые стороны их политики в отношении мискито. Рассел Минс был обвинён в «экстремизме» и «политической близорукости» и в очередной раз исключён из Движения американских индейцев, к тому времени отказавшегося от прежнего радикализма. В общей сложности Минс шесть раз выходил из состава ДАИ и возвращался снова в ряды этого движения.
В декабре 2007 года по инициативе Минса индейцы группы племён лакота объявили о своей независимости от США, в результате чего возникло виртуальное государство — Республика Лакота. Виртуальная республика претендует на территорию пяти штатов — Северной и Южной Дакоты, Небраски, Вайоминга и Монтаны. В 2008 году Минс вновь баллотировался на должность президента племени оглала, но проиграл своему конкуренту Терезе Два Быка, набрав 45 % голосов.
В последние годы жизни Рассел Минс страдал от рака горла.
Умер 22 октября 2012 года.

## Иная деятельность
Рассел Минс сыграл в ряде художественных фильмов. Его кинодебютом стала роль Чингачгука в художественном фильме 1992 года «Последний из могикан». Также он снялся в фильме «Прирождённые убийцы», исполнил одну из ролей в мини-сериале «На Запад» и выступил актёром озвучивания в мультфильмах «Покахонтас» и «Покахонтас 2: Путешествие в новый мир». В 1997 году им была выпущена автобиографическая книга, озаглавленная как «Where White Men Fear to Tread» («Куда боится ступить нога белого человека»). Минс проявил себя и на музыкальном поприще, выпустив альбом Electric Warrior.

## Личная жизнь
Минс был женат четыре раза; три первых его брака завершились разводом. В общей сложности у него десять детей. Его последней женой стала Глория Грант Минс, остававшаяся с ним до последних минут его жизни.